# شموئيل مليكة-أهارون
شموئيل مليكة-أهارون (بالعبرية: שמואל מליקה‏) هو لاعب كرة قدم إسرائيلي في مركز حراسة المرمى، ولد في 1947 في تل أبيب في إسرائيل، وتوفي في 16 أغسطس 2011 بسبب حادث مرور. شارك مع منتخب إسرائيل لكرة القدم. أما مع النوادي، فقد لعب مع نادي مكابي تل أبيب.

## وصلات خارجية
- شموئيل مليكة-أهارون على موقع ناشيونال فوتبول تيمز (الإنجليزية)
- شموئيل مليكة-أهارون على موقع أوليمبيديا (الإنجليزية)